# Trois de pique
Le trois de pique (3♠) est une des cartes à jouer traditionnelles en Occident. Elle apparaît dans les jeux de 52 cartes et dans des jeux de tarot, mais pas dans les jeux de 32 cartes. Il s'agit d'une valeur dont l'enseigne est le pique. Il s'agit donc d'une carte de couleur noire.